# بيت الحاشدى (بني حشيش)

تعديل مصدري - تعديل

بيت الحاشدى هي إحدى قرى عزلة الأبناء بمديرية بني حشيش التابعة لمحافظة صنعاء، بلغ تعداد سكانها 188 نسمة حسب تعداد اليمن لعام 2004.